# Coupe de Tunisie de football 1959-1960
Navigation
Coupe de Tunisie 1958-1959 Coupe de Tunisie 1960-1961
La Coupe de Tunisie de football 1959-1960 est la 5e édition de la coupe de Tunisie depuis 1956, et la 30e au total. Elle est organisée par la Fédération tunisienne de football (FTF).

## Résultats

### Deuxième tour préliminaire
- Club sportif des cheminots - Enfida Sports : 2 - 1
- Association sportive Ittihad - Association sportive des PTT (Tunis) : 4 - 3
- Association sportive de l'Ariana - Espoir sportif nabeulien : 4 - 1
- Racing Club de Mégrine - Jeunesse sportive musulmane : 2 - 1
- Stade nabeulien - Association sportive souk-arbienne : Victoire du premier club
- El-Hilal sportif de Den Den - Club medjezien : 3 - 0
- Wardia Sports - Union sportive de Ksour Essef : 4 - 0
- Club sportif de Téboursouk - Jeunesse sportive omranienne : 3 - 3 (qualifié aux corners)
- Club olympique du Kram - Espoir sportif de Hammam Sousse : 2 - 0
- En-Najah - Union sportive goulettoise : 3 - 0
- Widad athlétique de Tunis : Qualifié

### Troisième tour préliminaire
Il concerne les onze qualifiés du tour précédent et 26 des 28 clubs de deuxième division, le Football Mdhilla Club et le Sporting Club de Moknine ne s'étant pas engagés dans cette compétition.
- Espérance sportive de Zarzis : Qualifiée sans concurrent
- Sporting Club de Ben Arous - Racing Club de Mégrine : 5 - 1
- Association sportive Ittihad - Association sportive de l'Ariana : 4 - 3
- Al Mansoura Chaâbia de Hammam Lif - Club sportif des cheminots : 2 - 2 (qualifiée aux corners)
- Patrie Football Club bizertin - Stade nabeulien : 0 - 0 (qualifié aux corners)
- Union sportive musulmane olympique - El-Hilal sportif de Den Den : 2 - 1
- Étoile sportive de Radès - Wardia Sports : 3 - 1
- Football Club de Jérissa - Club sportif de Téboursouk : 1 - 1 (qualifié aux corners)
- Patriote de Sousse - Club olympique du Kram : 3 - 2
- Al Hilal - En-Najah : 3 - 0
- Stade gabésien - Association sportive de Djerba : 0 - 0 (qualifié aux corners)
- Société sportive Aurora - Widad athlétique de Tunis : 1 - 0
- Jeunesse sportive kairouanaise - El Makarem de Mahdia : 4 - 1
- Mouldia sportive de Den Den - Grombalia Sports : 3 - 2
- Union sportive monastirienne - Croissant sportif de M'saken : 3 - 0
- La Palme sportive de Tozeur - Gazelle sportive de Moularès : 3 - 2
- Olympique du Kef - Olympique de Béja : 3 - 1
- Étoile sportive de Métlaoui - Union sportive de Gafsa-Ksar : 2 - 1
- Stade africain de Menzel Bourguiba - Association des anciens élèves de Mateur : 3 - 2

### Seizièmes de finale
Les matchs sont disputés le 8 janvier 1960. Ils concernent les 19 qualifiés du troisième tour et les treize clubs de division nationale.
| Équipe 1                           | Équipe 2                           | Score 90'                    |
| Stade tunisien                     | Club sportif de Hammam Lif         | 3 - 2                        |
| Club africain                      | Étoile sportive de Métlaoui        | 2 - 1                        |
| Patriote de Sousse                 | Union sportive musulmane olympique | 3 - 0                        |
| Al Hilal                           | Espérance sportive de Zarzis       | Forfait                      |
| Stade soussien                     | Club tunisien                      | 1 - 1 (qualifié aux corners) |
| Sfax railway sport                 | Jeunesse sportive métouienne       | 4 - 1                        |
| Stade gabésien                     | Al Mansoura Chaâbia de Hammam Lif  | 1 - 1 (qualifié aux corners) |
| Olympique du Kef                   | Sporting Club de Ben Arous         | 3 - 0                        |
| Union sportive tunisienne          | Jeunesse sportive kairouanaise     | 7 - 0                        |
| Avenir musulman                    | Association sportive Ittihad       | 4 - 0                        |
| Stade populaire                    | Étoile sportive de Radès           | 3 - 1                        |
| La Palme sportive de Tozeur        | Union sportive monastirienne       | 3 - 0                        |
| Club athlétique bizertin           | Football Club de Jérissa           | 1 - 0                        |
| Étoile sportive du Sahel           | Espérance sportive de Tunis        | 2 - 1                        |
| Mouldia sportive de Den Den        | Patrie Football Club bizertin      | 3 - 1                        |
| Stade africain de Menzel Bourguiba | Société sportive Aurora            | 1 - 0                        |

### Huitièmes de finale
Les matchs sont disputés le 6 février 1960.
| Équipe 1                    | Équipe 2                           | Score 90'                    |
| Stade tunisien              | Al Hilal                           | 1 - 1 (qualifié aux corners) |
| Patriote de Sousse          | Stade soussien                     | 1 - 0                        |
| Union sportive tunisienne   | La Palme sportive de Tozeur        | 9 - 0                        |
| Club athlétique bizertin    | Sfax railway sport                 | 4 - 0                        |
| Mouldia sportive de Den Den | Avenir musulman                    | 2 - 0                        |
| Étoile sportive du Sahel    | Club africain                      | 1 - 0                        |
| Stade populaire             | Olympique du Kef                   | 2 - 0                        |
| Stade gabésien              | Stade africain de Menzel Bourguiba | 0 - 0 (qualifié aux corners) |

### Quarts de finale
Les matchs sont joués le 25 février 1960.
| Équipe 1                    | Équipe 2                  | Score 90'               |
| Stade tunisien              | Patriote de Sousse        | 3 - 0                   |
| Étoile sportive du Sahel    | Club athlétique bizertin  | 1 - 0                   |
| Stade populaire             | Union sportive tunisienne | 2 - 1                   |
| Mouldia sportive de Den Den | Stade gabésien            | 0 - 0 (5-2 aux corners) |

### Demi-finales
| Date          | Équipe 1                 | Équipe 2                    | Score 90' |
| 17 avril 1960 | Stade tunisien           | Mouldia sportive de Den Den | 2 - 0     |
| 17 avril 1960 | Étoile sportive du Sahel | Stade populaire             | 4 - 2     |

### Finale
| Date        | Équipe 1       | Équipe 2                 | Score 90' |
| 29 mai 1960 | Stade tunisien | Étoile sportive du Sahel | 2 - 0     |

La finale est arbitrée par Bahri Ben Saïd, secondé par Mohamed Fatnassi et Hédi Zarrouk.

## Meilleur buteur
Hammadi Henia (UST) est le meilleur buteur de l'édition avec sept buts, suivi du duo du Stade tunisien, Noureddine Ben Yahmed alias « Diwa » et Hédi Braïek, avec quatre buts.